# الکساندر سردا
الکساندر سردا (روسی: Александр Валерьевич Середа؛ زادهٔ ۵ سپتامبر ۱۹۸۳) بازیکن فوتبال اهل روسیه است.